# Гавриловское (озеро, Смоленская область)
Гавриловское — ледниковое озеро на севере Смоленской области России, в Сычёвском районе. Представляет собой окнище в верховом болоте. Принадлежит бассейну реки Днепр, с притоками которого сообщается через заросшую протоку. Находится в нескольких километрах от его истока.
Площадь зеркала составляет 0,23 км². Наибольшая глубина водоёма — 5 м. Площадь водосбора — 15 км².
Озеро образовалось после ухода Днепровского оледенения. С 1981 по 2013 годы считалось памятником природы регионального значения.